# Sectores de Guinea-Bisáu
Un sector administrativo, generalmente abreviado como sector, es una división administrativa de segundo nivel en Guinea-Bisáu, constituyéndose como una forma de autoridad local, en la que funciona el municipio, entre la región y la sección.
Actualmente existen 39 sectores de Guinea-Bisáu que subdividen a las regiones (regiões). Los sectores se subdividen en grupos más pequeños llamados secciones, que se subdividen en lugares poblados (como, pueblos, aldeas, localidades, asentamientos, comunidades, etc.). A continuación, se enumeran los siguientes, por región:

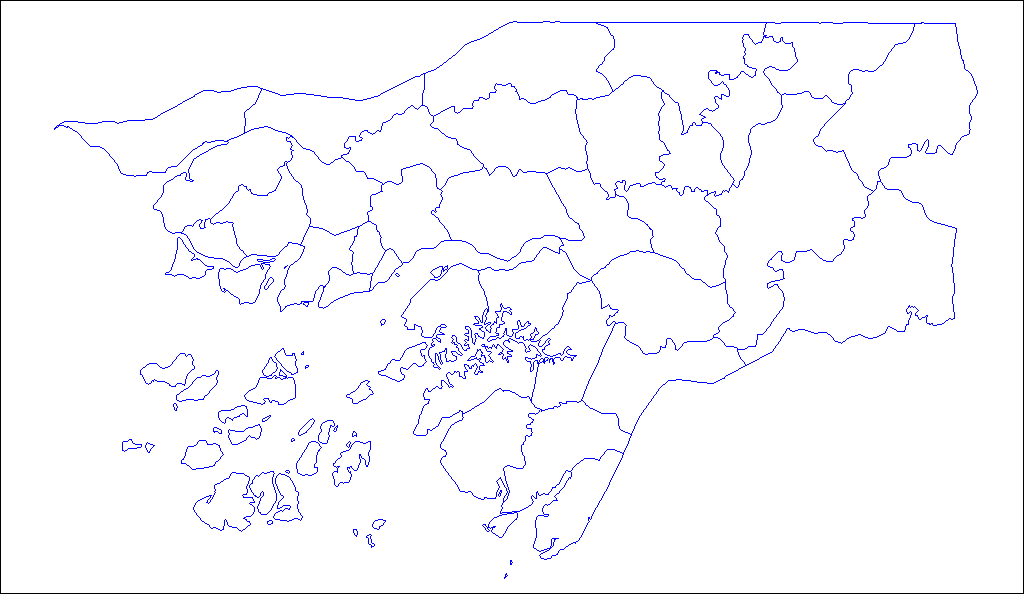
Sectores de Guinea-Bisáu.

## Guinea-Bissau Oriental

### Región de Bafatá

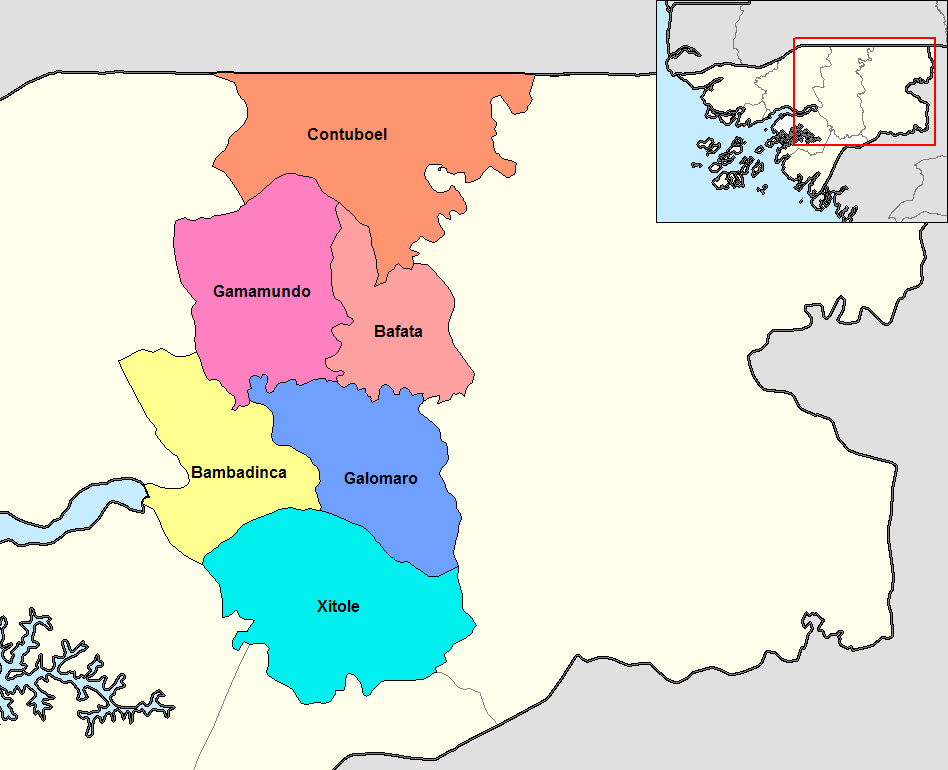
Sectores de Bafatá.

- Bafatá
- Bambadinca
- Contuboel
- Galomaro
- Gamamundo
- Xitole

### Región de Gabú

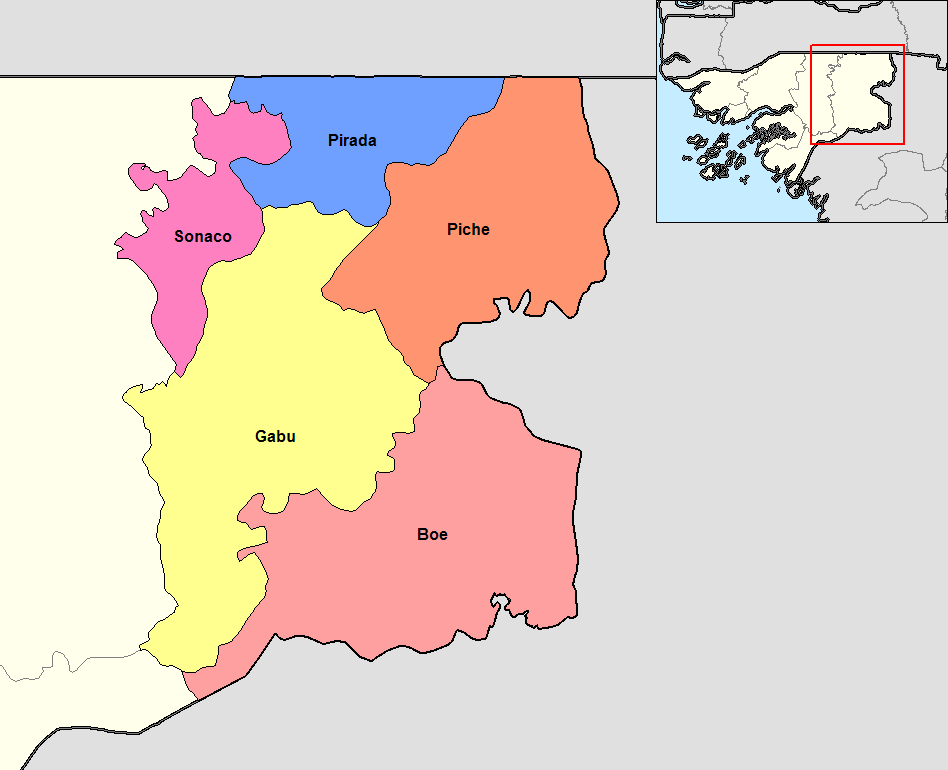
Sectores de Gabú.

- Boé
- Gabú
- Piche
- Pirada
- Sonaco

## Guinea-Bisáu Septentrional

### Región de Biombo

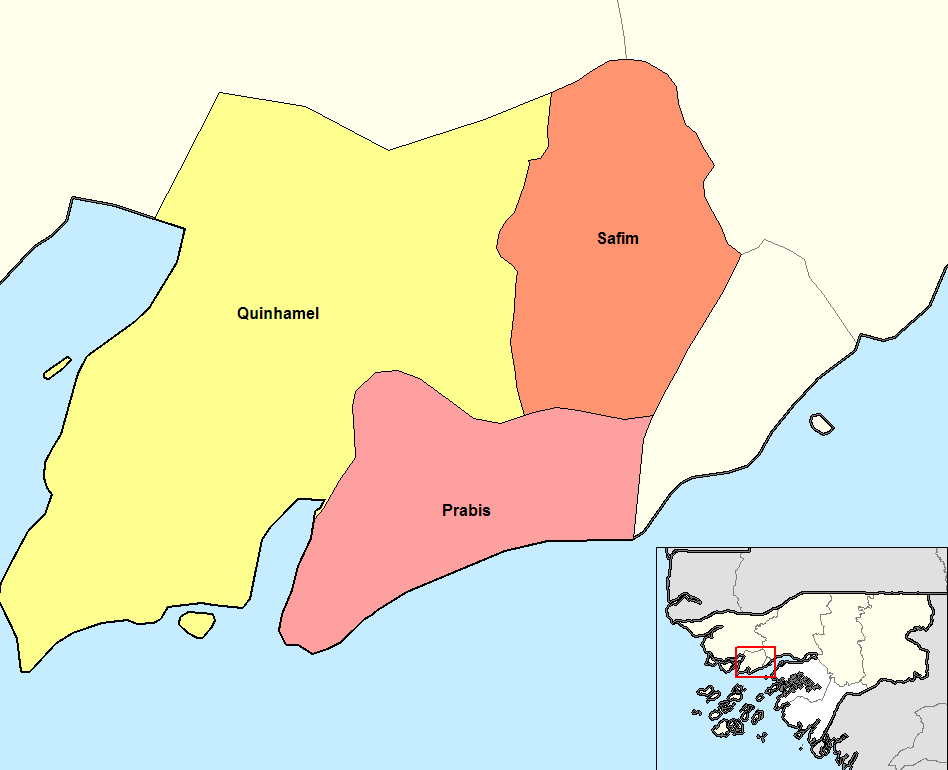
Sectores de Biombo.

- Prabis
- Quinhamel
- Safim

### Región de Cacheu

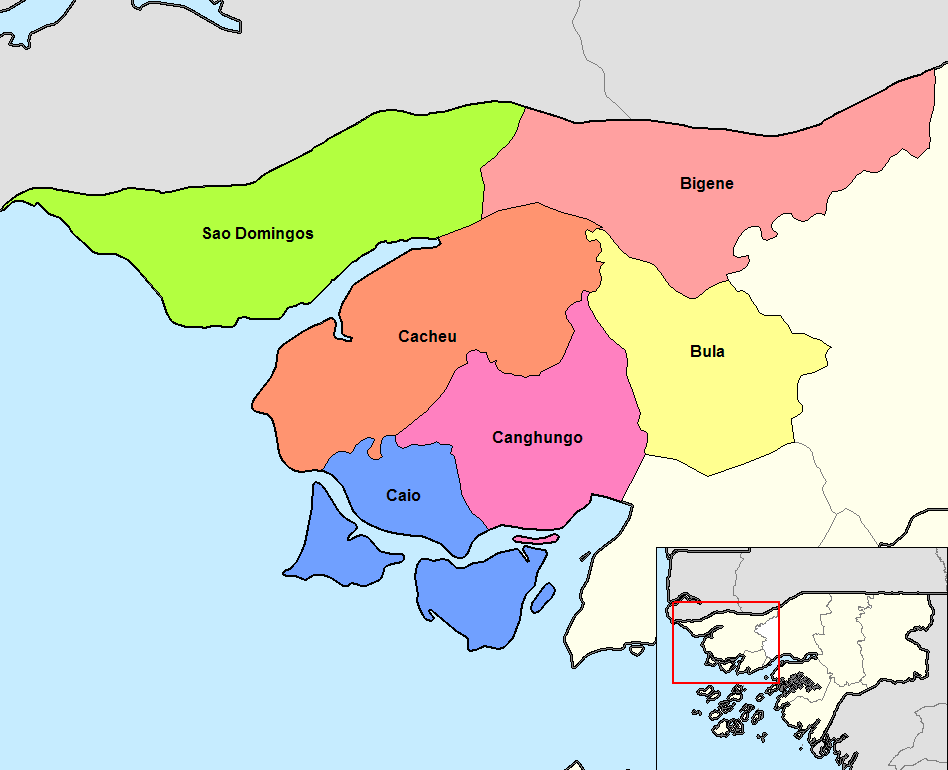
Sectores de Cacheu.

- Bigene
- Bula
- Cacheu
- Caio
- Canghungo
- São Domingos

### Región de Oio

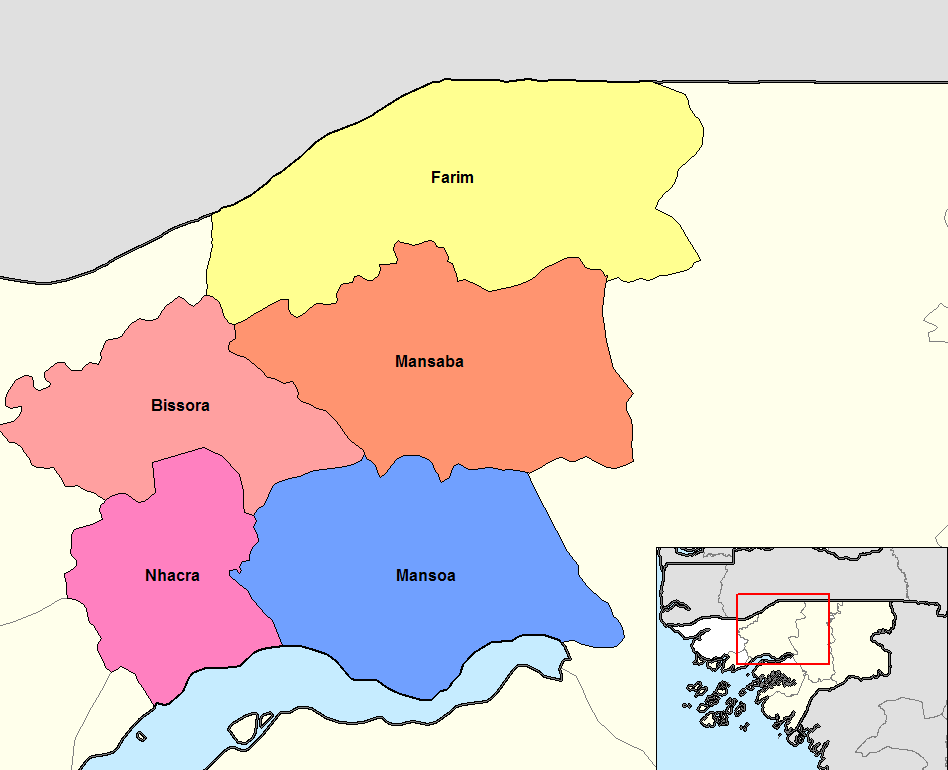
Sectores de Oio.

- Bissorã
- Farim
- Mansaba
- Mansôa
- Nhacra

### Sector autónomo de Bisáu

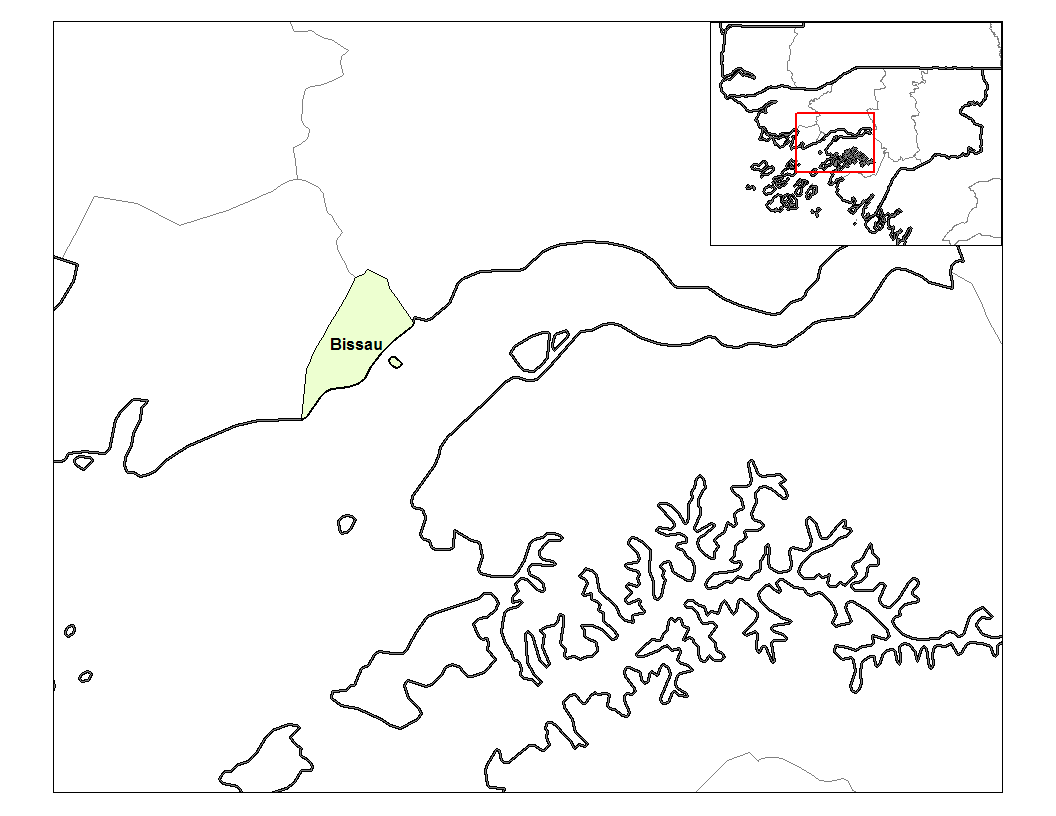
Sector Autónomo de Bisáu.

- Bissau (sector autónomo)

## Guinea-Bissau Meridional

### Región de Bolama

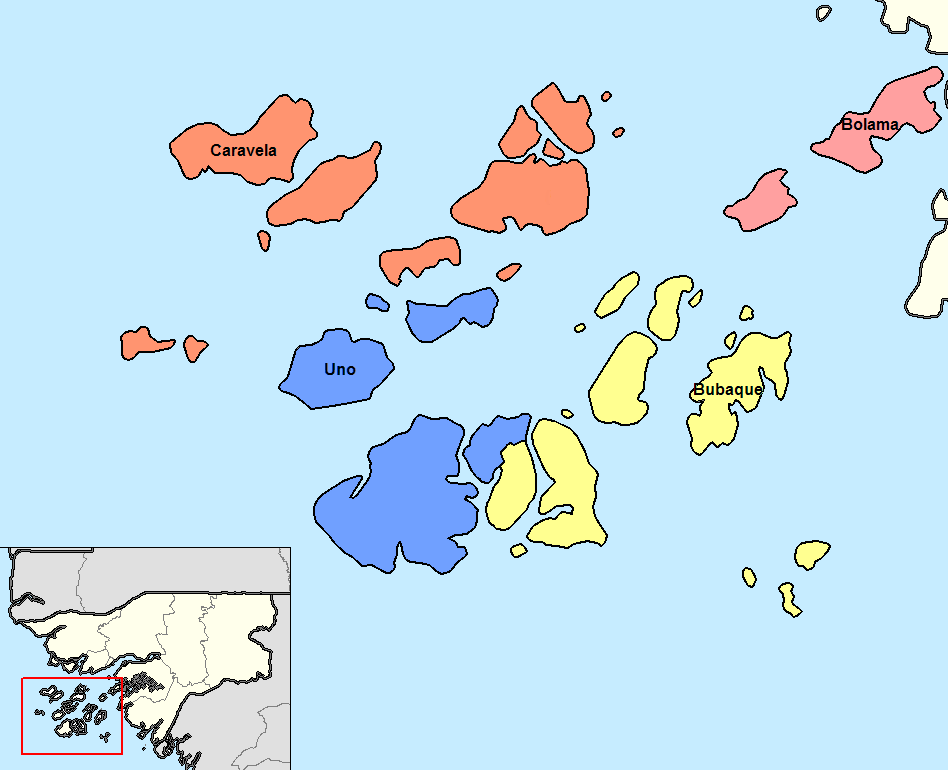
Sectores de Bolama.

- Bolama
- Bubaque
- Caravela
- Uno

### Región de Quinara

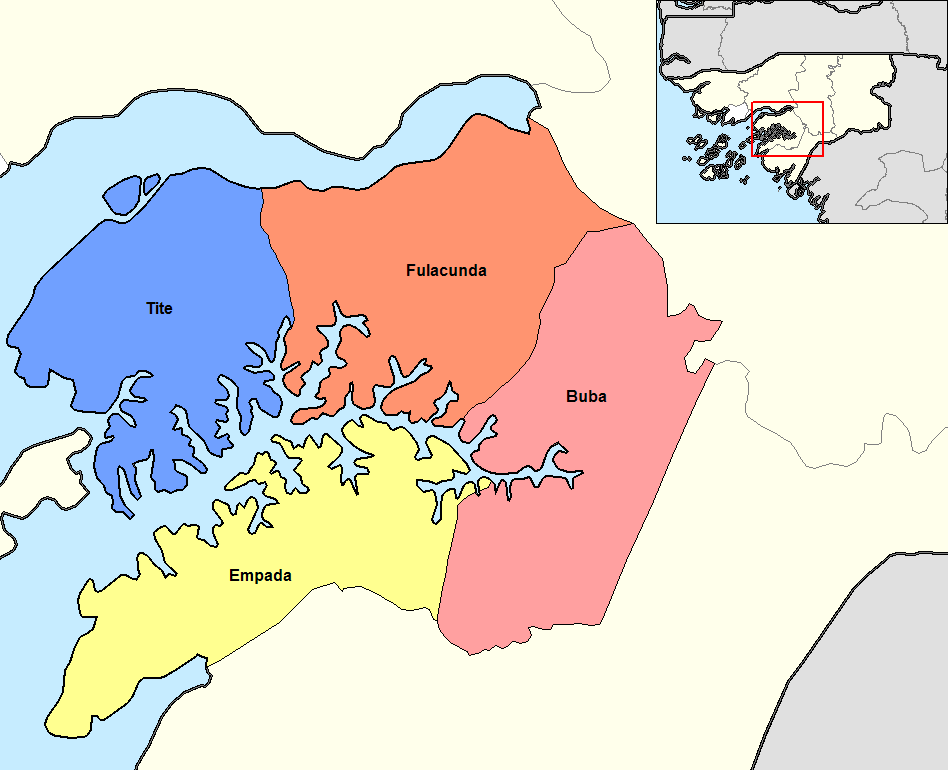
Sectores de Quinara.

- Buba
- Empada
- Fulacunda
- Tite

### Región de Tombali
- Bedanda
- Cacine
- Catió
- Quebo
- Komo